# Nevainlampi
Nevainlampi är en sjö i kommunen Luumäki i landskapet Södra Karelen i Finland. Sjön ligger 75,9 meter över havet. Arean är 46 hektar och strandlinjen är 4,5 kilometer lång. Sjön  ingår i Kymmene älvs huvudavrinningsområde.   Den ligger omkring 29 km väster om Villmanstrand och omkring 170 km nordöst om Helsingfors. 
I sjön finns ön Lamminsaari. 